# Командование боевого и тылового обеспечения
Командование боевого и тылового обеспечения (англ. Force Troops Command) — ранее существовавшее командование в Британской армии, занимавшееся тыловым и боевым обеспечением сухопутных войск Великобритании. Командование БТО было сформировано в соответствии с программой реорганизации британских сухопутных сил Армия 2020. Штаб дислоцировался в Апавоне, Уилтшир. Командование переименовано в 6-ю дивизию в августе 2019 года.

## История
До реформы существовали две логистические бригады (logistic brigade): 101-я бригада в Великобритании, осуществлявшая поддержку 3-й механизированной дивизии и 102-я бригада в Германии, осуществлявшая поддержку 1-й бронетанковой дивизии. Кроме того существовала 104-я логистическая бригада, которая занималась обеспечением вооружённых сил за рубежом. В соответствии с реформой, 101-я и 102-я бригады не входили в структуру Командования БТО.

## Структура
Командование БТО включало в себя девять «функциональных» бригад, а также Штаб инженерно-логистического корпуса (Engineer and Logistic Staff Corps). Среди них: 1-я разведывательная бригада, которая занималась разновидовой разведкой и наблюдением в интересах сухопутных войск. В 1-й артиллерийской бригаде были сосредоточены все артиллерийские установки. 77-я бригада информационных операций ставила задачу предотвращение конфликтов и стабилизацией обстановки через проекцию мягкой силы.

## Подразделения
- 1-я артиллерийская бригада (1st Artillery Brigade and Headquarters South West)
- 1-я разведывательная бригада (1st Intelligence, Surveillance and Reconnaissance Brigade)
- 1-я бригада военной полиции (1st Military Police Brigade)
- 1-я бригада связи (1st Signal Brigade)
- 11-я бригада связи (11th Signal Brigade and Headquarters West Midlands)
- 2-я медицинская бригада (2nd Medical Brigade)
- 8-я инженерная бригада (8th Engineer Brigade)
- 77-я бригада информационных операций (77th Brigade)
- 104-я логистическая бригада (104th Logistic Support Brigade)

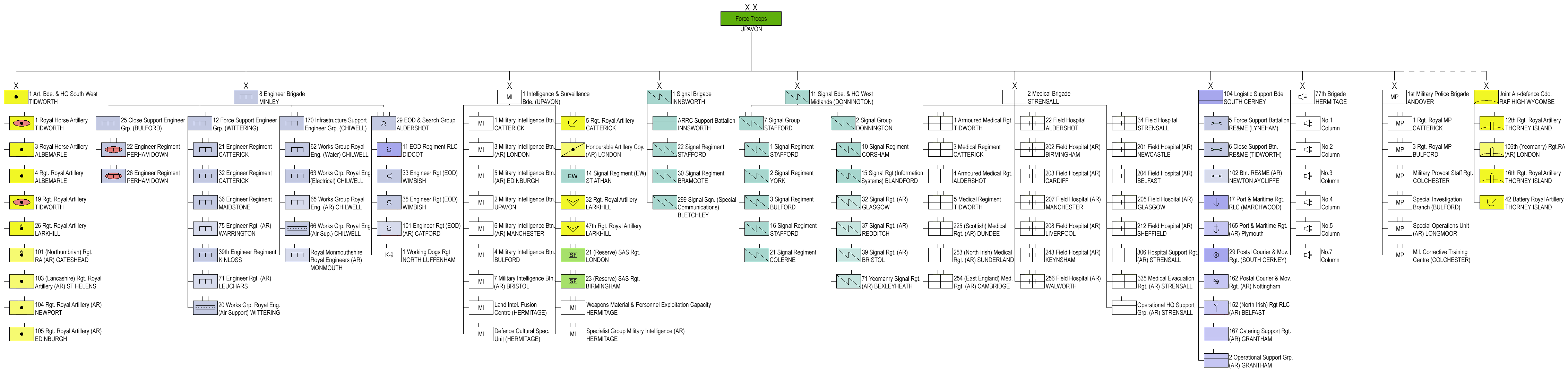
Структура Командования боевого и тылового обеспечения на 2018 год.